# 570
Cette page concerne l'année 570  du calendrier julien. Pour l'année 570 av. J.-C., voir 570 av. J.-C. Pour le nombre 570, voir 570 (nombre).
L'année 570 est une année commune qui commence un mercredi.

## Événements
- Le royaume coréen de Koguryŏ envoie sa première ambassade au Japon, dans la province de Koshi[1].

- 20 mai : victoire des Ghassanides sur les Lakhmides à Ain Obagh[2].

- Le vice-roi du Yémen Abraha remporte de nombreux succès contre les Arabes établis au Nord. En 570, il aurait attaqué la Mecque défendue par Abd al-Muttalib, grand-père de Mahomet, avec de nombreux éléphants (Année de l'Éléphant, selon la tradition islamique). Mais son armée aurait été décimée par une épidémie de variole, et il serait mort la même année de cette maladie[3]. Ses fis Yaksum puis  Masruq lui succèdent. Un prince juif yéménite, Sayf Ibn Dhi-Yaz'an, fait appel aux Perses sassanides pour chasser les Éthiopiens d’Axoum du Yémen, qui devient une satrapie perse vers 577[4].
- Dernière rupture du barrage de Ma'rib au Yémen[5]. L’irrigation de cette partie du Yémen est compromise. Ses habitants auraient migré vers le nord.

- Faroald reçoit l'investiture du duché de Spolète du roi lombard Alboïn[6].
- Les Lombards de Zotton prennent Bénévent[7].
- Première campagne du roi wisigoth Léovigild contre les Byzantins en Bétique[8].

## Naissances en 570
- 6 avril : Childebert II.
- 20 avril[9] : Mahomet, prophète de l'islam, à La Mecque[10].

- Isidore de Séville, futur évêque, historien des Wisigoths et encyclopédiste dont l'œuvre sera lue et étudiée pendant tout le Moyen Âge (° 636).

## Décès en 570
- Abd Allah ibn Abd al-Muttalib, le père de Mahomet.